# Edgars Rinkēvičs
Edgars Rinkēvičs (født 21. september 1973 i Jūrmala i Lettiske SSR) er en lettisk politiker, der siden juli 2023 har været Letlands præsident. Tidligere, fra 2011 til 2023, var han Letlands udenrigsminister. Rinkēvičs har yderligere tidligere været leder af Letlands Præsidentkancelli og statssekretær for det lettiske forsvarsministerium. Rinkēvičs var tidligere medlem af det politiske parti Latvijas ceļš.
Rinkēvičs' har fået sin uddannelse ved Jūrmalas 4. mellemskole, Letlands Universitet, Groningen Universitet i Nederland og National Defense University i USA. I perioden 1998 til 2004 var Rinkēvičs medlem af partiet Latvijas ceļš. I 1997 blev han udnævnt til statssekretær for det lettiske forsvarsministerium, en stilling han havde frem til 2008, hvor han fik tilbuddet om at være leder af Letlands Præsidentkancelli. Den 25. oktober blev Rinkēvičs udnævnt til at være Letlands udenrigsminister i Valdis Dombrovskis' tredje regering. Han er medlem af det politiske parti Vienotība (Enhed).